# Ziegelöd
Ziegelöd ist ein Ortsteil des Marktes Neukirchen-Balbini im Landkreis Schwandorf des Regierungsbezirks Oberpfalz im Freistaat Bayern.

## Geografie
Ziegelöd liegt 1 Kilometer nordwestlich von Neukirchen-Balbini und 200 Meter westlich der Staatsstraße 2040. Südlich von Ziegelöd erhebt sich der 515 Meter hohe Billmannsberg.

## Geschichte
Ziegelöd (auch: Oed) wurde in der Kirchenmatrikel von 1838 als zur Pfarrei Neukirchen-Balbini gehörig aufgeführt. Im Topographisch-statistischen Handbuch des Königreichs Bayern wurde Ziegelöd unter dem Namen Oed (Ziegelei) als zur Gemeinde Neukirchen-Balbini verzeichnet. Ab 1871 trägt die Ortschaft den Namen Ziegelöd. Unter diesem Namen erschien es auch in der Kirchenmatrikel von 1913. In den Ortsverzeichnissen von 1900 und 1925 wurde Ziegelöd nicht separat aufgeführt. Ab dem Ortsverzeichnis von 1950 tauchte es dann wieder auf.
Ziegelöd gehört zur Pfarrei Neukirchen-Balbini. 1997 hatte Ziegelöd 3 Katholiken.

## Einwohnerentwicklung ab 1838
| Jahr | Einwohner | Gebäude |
| ---- | --------- | ------- |
| 1838 | 7         | 1       |
| 1861 | k. A.     | 4       |
| 1871 | 8         | 3       |
| 1885 | 10        | 1       |
| 1913 | 5         | 1       |

| Jahr | Einwohner | Gebäude |
| ---- | --------- | ------- |
| 1950 | 3         | 1       |
| 1961 | 6         | 1       |
| 1970 | 5         | k. A.   |
| 1987 | 3         | 1       |
| 2011 | 7         | k. A.   |